# Radiotelevisão da República Islâmica do Irã
Islamic Republic of Iran Broadcasting (IRIB) (em persa: صدا و سيمای جمهوری اسلامی ايران, Sedā va Sima-ye Jomhūrī-ye Eslāmī-ye Īrān, iluminado. A Voz e a Visão da República Islâmica do Irã) é uma empresa de mídia iraniana que detêm o monopólio dos serviços de rádio e televisão nacionais no Irã, e também está entre as maiores organizações de mídia na região da Ásia e do Pacífico. É um membro regular da Asia-Pacific Broadcasting Union. A IRIB é independente do governo Iraniano e sua direção é nomeado diretamente pelo líder supremo, o Aiatolá Ali Khamenei.
Com 1.200 funcionários e filiais em 45 países em todo o mundo, incluindo a França, Bélgica, Malásia, Reino Unido, Estados Unidos, a Radiotelevisão da República Islâmica do Irã oferece serviços de rádio e televisão nacionais e estrangeiras, transmitindo 8 canais de televisão nacionais, 4 canais internacionais de notícias, seis canais de televisão por satélite para audiências internacionais e 30 canais provinciais de televisão em todo o país disponíveis e de que fazem uso de idiomas locais ou dialetos. O IRIB fornece doze estações de rádio para o público interno, e através das estações de rádio IRIB World Service trinta delas estão disponíveis para o público estrangeiro e internacionais. Além disso, também publicam o jornal em persa Jām-e Jam.

## Diretores-gerais
O diretor-geral do IRIB é o Dr. Abdol Ali Aliaskari que foi nomeado pelo líder supremo do Irã no ano de 2016.
| # | Presidente                        | Anos                      | Tempo no posto |
| - | --------------------------------- | ------------------------- | -------------- |
| 1 | Reza Ghotbi                       | 1966-1979                 | 13 anos        |
| 2 | Sadegh Ghotbzadeh                 | 1979-1981                 | 2 anos         |
| — | Mohammad Mousavi Khoeiniha (agir) | 1981-1984                 | 3 anos         |
| 3 | Mohammad Hashemi Rafsanjani       | Vigorou entre 1984 e 1994 | 10 anos        |
| 4 | Ali Larijani                      | 1994-2004                 | 10 anos        |
| 5 | Ezzatollah Zarghami               | 2004-2014                 | 10 anos        |
| 6 | Mohammad Sarafraz                 | 2014-2016                 | 2 anos         |
| 7 | Abdulali Ali-Asghari              | 2016–presente             | no posto       |

## Referencias
1. ↑  Ayse, Valentine; Nash, Jason John; Leland, Rice (janeiro de 2013). «The Business Year 2013: Iran». London, U.K.: The Business Year: 112. ISBN 978-1-908180-11-7.
2. ↑  Dehghan, Saeed Kamali (6 de fevereiro de 2014). «Rouhanicare: Iran's president promises healthcare for all by 2018». theguardian.com. The Guardian. ... IRIB is independent of the Iranian government and its head is appointed directly by the supreme leader, Ayatollah Ali Khamenei. It is the only legal TV and radio broadcaster inside the country but millions of Iranians watch foreign-based channels via illegal satellite dishes on rooftops. ...
3. ↑  «IRIB at a glance». Islamic Republic of Iran Broadcasting. 2010. Consultado em 14 de agosto de 2014